# Jimmy Van Eaton
James Mack Van Eaton, né le 23 décembre 1937 à Memphis (Tennessee) et mort le 9 février 2024 en Alabama, qui s'est fait connaître sous le nom de Jimmy Van Eaton ou JM Van Eaton, est un batteur, chanteur et producteur de disques américain de rock and roll, surtout connu pour ses enregistrements en tant que batteur lors de sessions avec Jerry Lee Lewis et d'autres chez Sun Records dans les années 1950. Lewis l'appelait « le batteur créatif du rock'n'roll ».

## Biographie
Van Eaton naît à Memphis dans le Tennessee. Adolescent, il économise son argent de poche pour s'acheter sa première batterie. Il forme son premier groupe, les Jivin' Five, jouant d'abord du jazz Dixieland, avant de former son premier groupe de rock and roll, les Echoes. Ils enregistrent une démo au Sun Studio avec l'ingénieur du son Jack Clement, qui est impressionné et recommande Van Eaton et le bassiste du groupe, Marvin Pepper, au chanteur Billy Lee Riley, qui est en train de former un groupe de tournée, les Little Green Men,,.
Van Eaton reste membre du groupe de Riley, se produisant principalement les week-ends. Il tourne également avec Conway Twitty. Pendant la semaine, il travaille comme musicien de session chez Sun, devenant le batteur attitré du studio de 1956 à 1959 et jouant sur la plupart des enregistrements de rock-and-roll du label . Il contribue notamment aux disques de Jerry Lee Lewis, comme " Whole Lotta Shakin' Goin' On ", sur lequel il joue régulièrement avec le guitariste Roland Janes. Outre les enregistrements de Lewis et de Riley, Van Eaton participe à des enregistrements d'autres musiciens de Sun, dont Johnny Cash, Roy Orbison, Charlie Rich, Charlie Feathers, Bill Justis et Ray Smith.
Van Eaton participe à quelques enregistrements pour d'autres labels de Memphis, mais après avoir déménagé à Philadelphie avec le groupe de Riley, il se marie et s'éloigné de la musique dans les années 1960. Il  travaille dans le secteur des distributeurs automatiques, puis comme banquier d'affaires. Il dirige également un groupe de gospel, les Seekers, dans les années 1970. Il revient au rockabilly en jouant avec la Sun Rhythm Section et travaille à nouveau dans les années 1980 avec Jerry Lee Lewis ,. En 1998, sous le nom de J. M. Van Eaton, il sort un album, The Beat Goes On, contenant ses propres chansons et voix en plus de la batterie . Il meurt en Alabama le 9 février 2024, à l'âge de 86 ans,.